# Dolmen und Menhir von L’Aurière
Der Dolmen und Menhir von L’Aurière (oder Orrière) sind zwei etwa 200 m voneinander entfernte, 1992 als Monument historique eingetragene Megalithen, östlich von Chigné im Osten des Département Maine-et-Loire an der Grenze zum Département Sarthe in Frankreich.

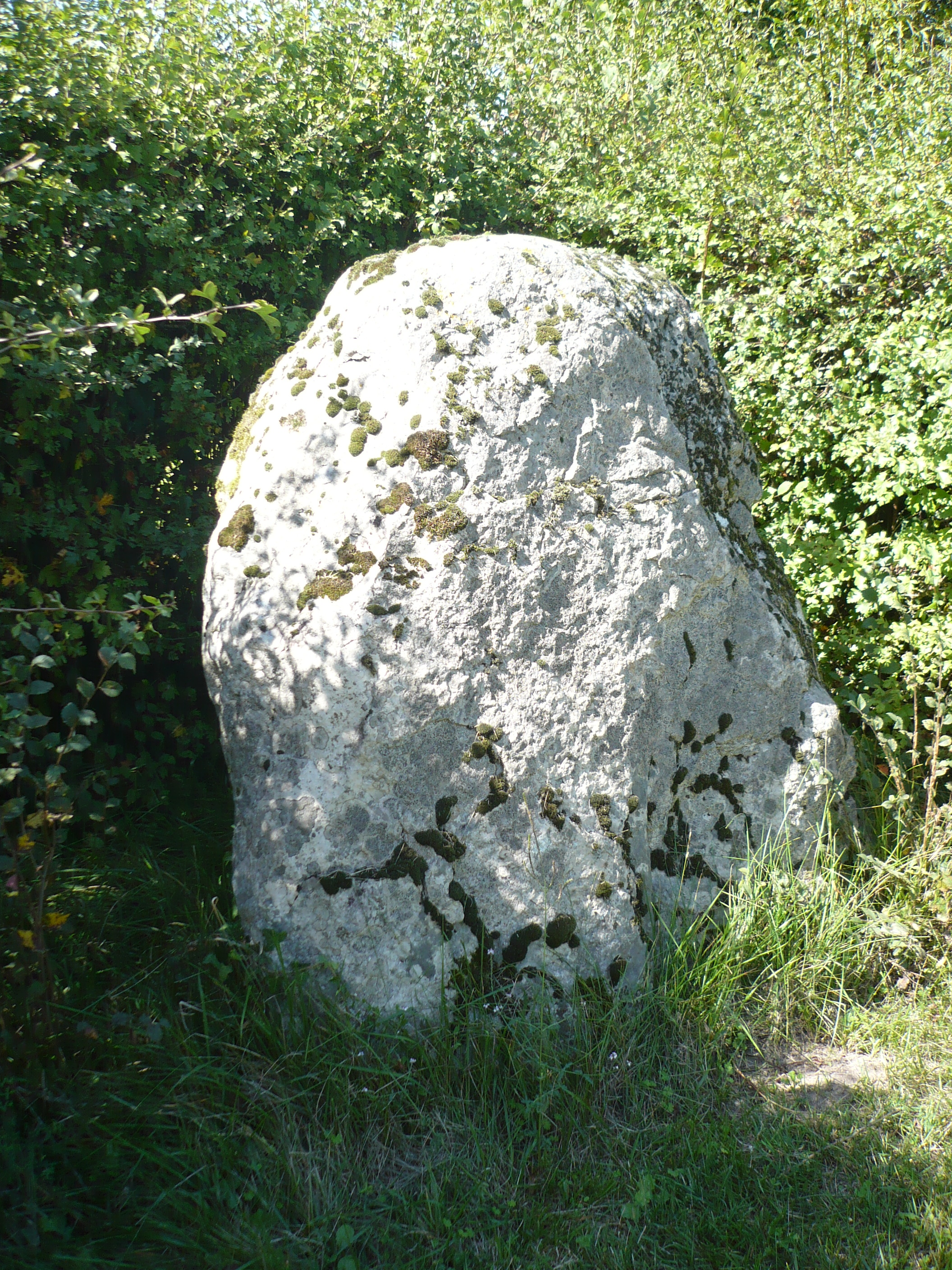
Menhir

Der rechteckige Dolmen ist eingestürzt. Es existiert jedoch ein Foto aus dem frühen 20. Jahrhundert, das vor dem Einsturz entstand. Er bestand aus einem etwa 3,0 m langen, 2,0 m breiten und 0,7 m dicken Deckstein, der auf drei Orthostaten ruhte, einer langen Platte an der Nordseite und zwei kleineren im Südosten und Südwesten. Letzterer stürzten ein, wodurch der Deckstein verrutschte und der südöstliche Pfeiler einstürzte. Die beiden auf der nördlichen Platte sichtbaren Löcher sind wahrscheinlich natürlichen Ursprungs.
Der länglich-pyramidale Menhir ist ein 1,6 m hoher Sandsteinmonolith. Laut Bousrez betrug die Höhe im Jahr 1894 noch 1,7 m und laut Millet im Jahr 1865 sogar 2,0 m. Daher ist es möglich, dass der Boden durch landwirtschaftliche Arbeiten angehoben wurde.
Einer lokalen Legende zufolge klingelt der Stein zur Mittagszeit.